# Борислав Славов
Борислав Славов (англ. Borislav Slavov), також відомий під псевдонімом Glorian — болгарський композитор, музичний режисер і продюсер, дизайнер звукових ефектів, який здобув популярність як композитор музики до комп'ютерних ігор. Найбільш відомими працями Славова є саундтреки до комп'ютерних ігор «Knights of Honor», «WorldShift», «Two Worlds 2», «Crysis 2» і «Crysis 3». З 2001 Борислав Славов є штатним композитором Black Sea Studios, а з 2008 — Crytek.
Крім цього, Славов є членом організації Game Audio Network Guild (GANG) і співзасновником болгарського музичного порталу SONIC — BANG!.

## Життєпис
Борислав Славов закінчив Університет Софії зі спеціальністю магістра інформатики (англ. Master of Computer Sciences), а музикою почав займатися з 1997.
У 2000, за його власними словами, він зрозумів, що його життєвим прагненням і натхненням є музика, і змінив свою професію на композитора саундтреків до комп'ютерних ігор. Натхнення черпав з праць таких композиторів, як Джеймс Ньютон Говард, Джон Павелл, Ганс Циммер, Гаррі Греґсон-Вільямс, Тревор Джонс і багатьох інших.
У 2001 в Софії була заснована незалежна компанія Black Sea Studios, яка займалася розробкою комп'ютерних ігор. Славову сподобалася ідея першого проєкту компанії — середньовічної стратегії «Knights of Honor», і він вступив до Black Sea Studios на посаду штатного композитора.
«Knights of Honor» вийшла 1 жовтня 2004 і містила саундтрек і звукові ефекти, повністю написані Славовим.
Крім роботи на посаді штатного композитора в Black Sea Studios, Славов також писав музику до інших ігор. Так, він співпрацював з Piranha Bytes, написавши додаткову музику до її ігор Gothic 3 і Risen. Внесок Славова полягав у додаткових оркестрових і етноінструментальних сценах; при цьому він співпрацював з Каєм Розенкранцем, основним композитором цих ігор і його старим другом.
У липні 2008 Black Sea Studios була придбана німецькою компанією Crytek, і Славов приєднався до неї. Влітку 2009 він разом з Тілманом Сіллеску в рамках колективу Crytek Music, а пізніше з Гансом Циммером і Лорном Белфом написав саундтрек до гри «Crysis 2», розробленої Crytek, яка вийшла в березні 2011.
Крім цього, спільно з Віктором Стояновим Славов написав музику до ігор «WorldShift» і «Two Worlds II», що вийшов у листопаді 2009 і 2010 відповідно.
В доробку Славова також є саундтрек до гри Ryse: Son of Rome, що вийшла 22 листопада 2013 на Xbox One (пізніше 10 жовтня 2014 на PC).
У 2015 Борислав був представлений як композитор гри Divinity: Original Sin II, що прийшов на заміну померлому незадовго до цього Кіріллу Покровському, який писав музику для всіх попередніх ігор серії.

## Праці
| Назва гри                 | Розробник         | Дата виходу       | Коментар                                                    |
| ------------------------- | ----------------- | ----------------- | ----------------------------------------------------------- |
| Knights of Honor          | Black Sea Studios | 1 жовтня 2004     | саундтрек і звукові ефекти                                  |
| Gothic 3                  | Piranha Bytes     | 13 жовтня 2006    | додаткова музика (основний композитор – Кай Розенкранц)     |
| Eschalon: Book I          | Basilisk Games    | 19 листопада 2007 | -                                                           |
| Sorcery Quest             | Edgebee Studios   | 2008              | -                                                           |
| Larva Mortus              | Rake In Grass     | 19 березня 2009   | -                                                           |
| Risen                     | Piranha Bytes     | 2 жовтня 2009     | додаткова музика (основний композитор – Кай Розенкранц)     |
| WorldShift                | Black Sea Studios | 11 листопада 2009 | саундтрек і звукові ефекти                                  |
| Eschalon: Book II         | Basilisk Games    | 12 травня 2010    | -                                                           |
| Two Worlds II             | Reality Pump      | 9 листопада 2010  | спільно з Віктором Стояновим                                |
| Earthrise                 | Masthead Studios  | 4 лютого 2011     | додаткова музика                                            |
| Crysis 2                  | Crytek            | 22 березня 2011   | спільно з Тілманом Сіллеску, Гансом Циммером і Лорна Белфом |
| Crysis 3                  | Crytek            | 19 лютого 2013    |                                                             |
| Divinity: Original Sin II | Larian Studios    | 14 вересня 2017   |                                                             |
| Baldur's Gate III         | Larian Studios    | 3 серпня 2023     |                                                             |

## Нагороди і номінації
| Рік  | Нагорода                             | Категорія                   | Номінант / робота                  | Результат | Прим. |
| ---- | ------------------------------------ | --------------------------- | ---------------------------------- | --------- | ----- |
| 2020 | 11th Hollywood Music in Media Awards | Original Song – Video Game  | Borislav Slavov («Weeping Dawn»)   | Номінація | [ 2 ] |
| 2021 | 12th Hollywood Music in Media Awards | Original Song – Video Game  | Borislav Slavov («I Want to Live») | Номінація | [ 3 ] |
| 2023 | 14th Hollywood Music in Media Awards | Original Score – Video Game | Borislav Slavov                    | Номінація | [ 4 ] |
| 2024 | BAFTA Games Awards 2024              | Music - Video Game          | Borislav Slavov (Baldur's Gate 3)  | Перемога  | [ 5 ] |
| 2024 | The Game Awards 2023                 | Best Score and Music        | Borislav Slavov                    | Номінація | [ 6 ] |